# NECグループ
NECグループ（英: NEC Group）は、日本電気を中核とする、住友グループの一角を成す企業グループである。

## NECグループの主要各社
太字は東京証券取引所上場企業。「【NEC**】」は対外的に使用される通称。
- アドバンスド・マスク・インスペクション・テクノロジー
- アビームコンサルティング（旧デロイトトーマツコンサルティング、NECグループのコンサルティング機能を集約すべく子会社化）
- アラクサラネットワークス
- N&J金融ソリューションズ
- NCS&A
- NEC静岡ビジネス（旧静岡日電ビジネス）
- NECスペーステクノロジー（旧NEC東芝スペースシステム）
- NECセキュリティ（インフォセックを母体に2023年4月発足[1]）
- NECソリューションイノベータ（2014年4月に旧NECソフトウェアグループ7社を再編統合した企業）
- NECトーキンテクノサービス
- NECトーキン物産
- NECネクサソリューションズ（アウトソーシング、システム開発・導入等）
- NECネッツエスアイ（旧日本電気システム建設、傘下に複数の子会社を持つネットワーク工事・保守中心にネットワークインテグレーションまで含めたSIer、2007年4月子会社化したNECテレネットワークスを吸収合併、2015年4月子会社のNECネッツエスアイ・エンジニアリングを吸収合併）
- NECネッツエスアイ・サービス
- NECネットイノベーション
- NECネットワーク・センサ（航空宇宙・防衛領域の通信・電子装置やセンサ等の製造・販売および保守を担当、2015年4月1日にネットコムセックを統合[2]）
- NECビジネスインテリジェンス（旧NECマネジメントパートナー。NECプロサポート・NECパーチェシングサービス・NECデザイン&プロモーション・NECラーニングの4社が2014年4月に統合。2015年4月以降、NEC本体の本社管理部門・事業部スタフ部門の集約先となる[3]。2024年4月より社名変更[4]）
- NECビジネスプロセッシング
- NECファシリティーズ（旧日電厚生サービス、不動産の取り扱いなど）
- NECフィールディング（NECグループ製品の保守を主な仕事としている）
- NECプラットフォームズ（旧日通工→NECインフロンティア。2001年6月にNEC本体の事業所用電話システム・POS端末事業を統合して社名変更。2014年7月1日に、NECインフロンティアがNECアクセステクニカ・NECインフロンティア東北・NECコンピューターテクノを合併の上、改称）
- NECフレンドリースタフ（特例子会社）
- NECマグナスコミュニケーションズ
- NECライベックス
- OCC（住友電工と共同出資・海底光ケーブル事業等）
- カイノア・テクノロジーズ
- キーウェアソリューションズ
- KIS
- 航空システムサービス
- 国際社会経済研究所（IISE）（2000年7月設立、2009年4月にNEC総研と合併）
- 三和コンピュータ
- シーイーエヌソリューションズ
- シー・キューブド・アイ・システムズ
- シャープNECディスプレイソリューションズ（ディスプレイ・プロジェクタ等）[注釈 1]
- シンシア
- セイ・テクノロジーズ
- 高砂製作所
- 中国サンネット
- トッパンNECサーキットソリューションズ
- 日通NECロジスティクス[注釈 2]
- ニットー冷熱製作所
- 日本航空電子工業
- 日本電気
- 日本電気航空宇宙システム【NEC航空宇宙システム】
- 日本電気通信システム【NEC通信システム】（旧NEC通信システムを含む通信関係を扱う日本電気子会社7社が2003年1月に合併した会社）
- 日本電気特許技術情報センター【NEC特許技術情報センター】
- 日本電子総合サービス
- NESICホールディングス（NECネッツエスアイとNECネクサソリューションズの株式を保有する持株会社）[5]
- パステムソリューションズ
- PCテクノロジー
- フォワード・インテグレーション・システム・サービス
- ベストコムソリューションズ
- リバンスネット
- レノボNECホールディングス（2011年7月、レノボとの合弁により発足したパソコン事業の持株会社[注釈 3]）
- ワイイーシーソリューションズ

## かつてのNECグループの企業

### 清算・グループ内統合により消滅
- 秋田日本電気【NEC秋田】 - 液晶ディスプレイの製造担当。2007年9月にNEC液晶テクノロジーに統合。
- アドコアテック - 松下電器産業グループとTIとの合弁として2006年に設立、2011年6月30日付けで解散、同年9月30日付けで清算[6]。
- NECアクセステクニカ - 旧静岡日本電気。ファクシミリ・ADSL向け端末機器等。2014年7月にNECプラットフォームズに統合。
- NEC Avio赤外線テクノロジー - 2008年に日本アビオニクスの赤外線事業と旧NEC三栄を統合して設立されたが、2012年に日本アビオニクスへ吸収合併。
- NECアベニュー - 音楽関連事業会社。のちにはゲームソフト開発も手がけたが、1995年にNECインターチャネル（後述）にゲーム事業を譲渡、1998年には残存事業も譲渡して消滅。ただし、当社の手がけていた事業はその後の事業譲渡で現在はすべてNECグループを離れている（NECインターチャネルやティー ワイ エンタテインメント、ドリーミュージックの項目を参照）。
- NECエンジニアリング - 2017年4月、NECプラットフォームズに統合。
- NECカスタマックス - 旧NECパーソナルシステム[7]。パソコンの商品企画・販売担当。2003年7月にNECカスタムテクニカと合併してNECパーソナルプロダクツとなる[8]。
- NECカスタムテクニカ - 2001年10月に、米沢日本電気・群馬日本電気・日本電気データ機器・新潟日本電気を統合して発足[7]。2003年7月にNECカスタマックスと合併してNECパーソナルプロダクツとなる[8]。
- NECコントロールシステム - 2013年4月、NECエンジニアリングに吸収合併。
- NECコンピュータテクノ - 2014年7月にNECプラットフォームズに統合。
- NECシージーネット - 2009年にNECシステムテクノロジーに吸収合併。
- NEC商品サービス（法人名はエヌイーシー商品サービス） - 新日本電気系の保守サービスを担当（日本電気系は日本電気フィールドサービス（グループ内略称「NEFS」(ネフス）、現、NECフィールディングが担当）。パーソナルコンピュータPCシリーズ、日本語ワードプロセッサ文豪miniシリーズ、パーソナルファクシミリ、一部の電話機も担当（パーソナルコンピュータN5200シリーズ、日本語ワードプロセッサ文豪シリーズは日本電気フィールドサービスが担当）。日本電気ホームエレクトロニクス解散後、NECフィールディングに一本化される。各地に展開していた、新日本電気の商品（主に家庭電気製品）や一部の日本電気の商品の小売店への卸を担っていた○○NEC商品販売（〇〇には地区名、例「北海道」、「東京」など。グループ内略称「N販」（エヌはん）または、「○○N販」）の営業所に隣接、近接していた。
- NEC商品リース - 新日本電気系の会社(日本電気系は日本電気リース)
- NEC情報システムズ - 2017年4月、NECソリューションイノベータに吸収合併。
- NECツーリスト - 旅行代理店。2009年にNECプロサポートに吸収合併。同社の旅行業部門としてインハウス型旅行代理店業務を継続。2014年4月にNECマネジメントパートナーに統合。
- NECデザイン＆プロモーション - NECデザイン、NECメディアプロダクツが2009年1月に合併して発足。2014年4月にNECマネジメントパートナーに再統合。
- NECテレネットワークス - 2006年4月NECとの株式交換により、NECネッツエスアイの完全子会社化。2007年4月NECネッツエスアイに吸収合併され消滅。
- NECトータルインテグレーションサービス - 1974年3月に通産省の指導によりNECと東芝の合弁で作られた日電東芝情報システム[9]が前身。ACOSの開発・販売で知られた。2004年に東芝が撤退し、100％NEC系列になった[10]。2009年10月に事業をNEC本体とNECネクサソリューションズに統合[11]。
- NECネットワークプロダクツ - 2011年4月1日にNECアンテン、東北日本電気、NECワイヤレスネットワークスが合併して発足。2017年4月にNECプラットフォームズに統合。
- NECパーチェシングサービス - 日本電気ファクトリエンジニアリング、NECオープンプロキュアメント、NECプレオマートが2009年1月に合併した会社。2014年4月にNECマネジメントパートナーに再統合された。
- NECバイタルスタフ - 人材派遣・人材紹介サービス。2007年にNECプロサポートに統合。
- NECビューテクノロジー - プロジェクター製造。旧NECホームエレクトロニクスから。2007年4月にNECディスプレイソリューションズに合併。ただし、登記上の存続法人は当社となっている。
- NECプロサポート - 人事・総務サービスを担当。2009年にNECツーリストを合併。2014年4月にNECマネジメントパートナーに統合。
- NECモバイルコミュニケーションズ - 2010年にモバイルターミナル事業本部とカシオ日立モバイルコミュニケーションズが統合し、NECカシオ モバイルコミュニケーションズを設立。2014年10月1日付でカシオと日立製作所が保有する株式をNECが買い取る形で完全子会社化。2016年3月に携帯電話事業を再びNEC本体に戻したことで解散。
- NECラーニング - 旧日本電気総合経営研究所→NECユニバーシティ（1997年から）。研修サービスを担当。2014年4月にNECマネジメントパートナーに統合。
- NECリビングサービス - 新日本電気系の福利厚生を担当。社内の食堂、売店、NEC商品の販売など。日本電気系は日電厚生サービス（現・NECライベックス）
- 群馬日本電気【NEC群馬】 - デスクトップパソコンの製造担当[12]。2001年10月にNECカスタムテクニカに統合[7]。施設としてはNECカスタマックスの保守・サービス拠点となり、NECパーソナルプロダクツを経て、現在はNECパーソナルコンピュータの群馬事業場[12][13]。
- 埼玉日本電気【NEC埼玉】 - 携帯電話の製造担当。2017年3月に閉鎖、人員はNECプラットフォームズが継承[14]。
- サイバーウィング - NECビッグローブ子会社のネット広告事業会社。2014年3月末で解散[15]。
- 長野日本電気【NEC長野】 - 車載機器の製造担当。2017年3月に閉鎖、人員はNECプラットフォームズが継承[14]。
- 日本電気シルバニア - 照明器具の製造販売。日本電気→新日本電気→日本電気シルバニア→日本電気ホームエレクトロニクス→NECライティング→ホタルクス
- 日本電気精器 - 無停電電源装置の製造販売。デンセイ・ラムダ→TDKラムダ
- 日本電気データ機器【NECデータ機器】 - 2001年にNECカスタムテクニカに統合[7]。
- 日本電気ホームエレクトロニクス - 通称・NECホームエレクトロニクス、旧・新日本電気[注釈 4]、2000年3月解散。一般家電製品・市民ラジオ・アマチュア無線機器（CQ-Pシリーズ）・家庭用ゲーム機器（PCエンジン・PC-FX）を生産販売。かつてフジテレビのテレビドラマ『白い巨塔（1978年放映版）』で冠スポンサーになっていた。
- ネッツエスアイ東洋 - 旧・東洋ネットワーク。2005年4月東洋通信機から装置事業を分割し、その株式をNECネッツエスアイが取得して子会社化。2015年3月限りでNECマグナスコミュニケーションズに吸収合併される。
- ネットコムセック - 2010年4月1日に旧ネットコムセック、NECマイクロ波管、東洋無線システム[注釈 5]および東通電子[注釈 6]を統合[16]。2015年4月、NECネットワーク・センサに吸収合併。
- パッカードベルNECジャパン - 米国で低価格PCを販売していたパッカードベルの日本法人。1999年解散。
- 山梨日本電気【NEC山梨】 - 2017年4月にNECプラットフォームズに統合。
- 米沢日本電気【NEC米沢】 - ノート型パソコンの製造開発を担当。2001年にNECカスタムテクニカに統合[7]。施設としては現在のNECパーソナルコンピュータ米沢事業場。

#### 新日本電気系の販社（販売会社）
グループ内略称「N販」（エヌはん）または、「○○N販」。小売店（NECストア、NEC PIプラザや、他メーカーとの混売店、量販店）への卸・営業サポート。新日本電気の商品の他、一部の日本電気や日本電気と同じ住友グループのダイキン工業の卸も行っていた。いずれの社名も、法人名は○○エヌイーシー商品販売で登記。日本電気ホームエレクトロニクスの解散後は、それぞれ解散・統合されて現・NECパーソナルコンピュータ。
- - 北海道NEC商品販売
  - 函館NEC商品販売
  - 帯広NEC商品販売
  - 釧路NEC商品販売
  - 東北NEC商品販売
  - 荘内NEC商品販売
  - 東京NEC商品販売
  - 関東NEC商品販売
  - 信越NEC商品販売
  - 東海NEC商品販売
  - 北陸NEC商品販売
  - 近畿NEC商品販売
  - 四国NEC商品販売
  - 高知NEC商品販売
  - 中国NEC商品販売
  - 九州NEC商品販売
  - 南九州NEC商品販売 - 鹿児島新日電販売→南九州日電→南九州NEC商品販売→NECパーソナルシステム南九州→パステムソリューションズ
  - 沖縄NEC商品販売

#### 旧NECソフトウェアグループ
2001年4月にNECシステムテクノロジーに統合された各社。
- 神戸日本電気ソフトウェア【NECソフトウェア神戸】
- 岡山日本電気ソフトウェア【NECソフトウェア岡山】
- 中国日本電気ソフトウェア【NECソフトウェア中国】
- 四国日本電気ソフトウェア【NECソフトウェア四国】

2014年4月にNECソリューションイノベータに統合された各社。
- NECシステムテクノロジー
- NECソフトウェア東北
- 九州日本電気ソフトウェア【NECソフトウェア九州】
- 中部日本電気ソフトウェア【NECソフトウェア中部】
- 北陸日本電気ソフトウェア【NECソフトウェア北陸】
- 北海道日本電気ソフトウェア【NECソフトウェア北海道】

2016年4月にNECソリューションイノベータに合併。
- NECソフト沖縄

### 事業譲渡・株式売却等で離脱
※社名はグループ離脱時の名称で記載。
- アネルバ - キヤノンに売却し、同社の完全子会社キヤノンアネルバとなる。
- 安藤電気 - 株式交換により、横河電機完全子会社となった。現在は現親会社への営業譲渡によりすでに解散。
- アンリツ - かつては持分法適用関連会社であったが、2011年3月に株式を売却し除外。
- NECアベニュー音楽出版 - NECアベニューの関連会社として発足。NECアベニュー消滅後も存続した。2005年にアイシー音楽出版に社名を変更し、NECグループより離脱。2006年にインデックスグループ（インデックス・ホールディングス及びインターチャネル・ホロン）が全株式を取得しインデックス ミュージックに変更。2008年にティー ワイ リミテッド傘下に入りティー ワイ エンタテインメントとなる。
- NECインターチャネル - 1995年にNECアベニューおよび日本電気ホームエレクトロニクスのゲームソフト制作部門等を統合して発足。1998年にNECアベニューの残存事業も譲受。2004年にインデックスが株式70%を取得。インターチャネルに全事業を譲渡した。
- NECエナジーデバイス - 車載用リチウム電池事業会社。後述のオートモーティブエナジーサプライに追随する形で中国のエンビジョングループに2019年3月末に株式を売却し、エンビジョンAESCエナジーデバイスとなってグループを離脱。
- NECエンベデッドテクノロジー - 下記NECエンベデッドプロダクツと同時にメイコーに株式譲渡し、「メイコーエンベデッドテクノロジー」に社名を変更。
- NECエンベデッドプロダクツ - 旧NECパーソナルプロダクツのストレージ事業を継承し、登記上はNECパーソナルプロダクツが名称変更した形だった。2022年9月末に全株式をメイコーに譲渡[17]、10月1日より「メイコーエンベデットプロダクツ」に社名を変更している[18]。
- NECキャピタルソリューション (旧NECリース) - 2024年10月にSBI新生銀行が株式を取得してNECの保有比率が17.63%に下がり[19]、持分法適用対象外となる[注釈 7]。
- NEC SCHOTT コンポーネンツ株式会社　合弁相手であったドイツSCHOTTにNEC保有株式の全てを売却。
- NECトーキン（旧東北金属工業） - 2017年4月、KEMET Corporationが全株式を取得してグループを離脱。
- NECパーソナルプロダクツ - 2003年7月にNECカスタムテクニカとNECカスタマックスが合併したパソコン事業会社[8]。2011年7月にレノボの資本参加により出資されたレノボNECホールディングスの子会社・NECパーソナルコンピュータとなり、NECの連結対象より外れる[8]。ストレージ事業はNECエンベデットプロダクツが継承。
- NECビッグローブ - 2014年4月、日本産業パートナーズに株式を売却してグループを離脱。
- NECプラズマディスプレイ - プラズマテレビ生産会社。現・パイオニアプラズマディスプレイ。
- NECマシナリー - キヤノンがTOBをかけて子会社のキヤノンマシナリーとなる。
- NECモバイリング - グループ離脱時点で東京証券取引所第一部上場企業だった。2013年6月、丸紅の完全子会社であるMXホールディングスが行った株式公開買付けに応募し、全株式売却[20]。2013年8月15日にMXモバイリングに商号変更[21]。2013年9月に丸紅の完全子会社（孫会社）となり上場廃止。
- NECライティング - 旧NECホームエレクトロニクスから独立した蛍光灯などの照明機器事業会社。2019年4月に日本みらいキャピタルが出資するホタルクス（日本みらいキャピタル95%、NEC5%）に事業譲渡後、2020年3月3日清算結了。
- NLTテクノロジー - 旧NEC液晶テクノロジー。2011年に深圳中航光電子に保有株式の70%を売却、その時点では持分法適用会社であったが、2012年度中に持分法適用対象外となり、グループより外れる[22]。現・Tiannma Japan。
- エルピーダメモリ - 日立製作所と合弁で作られたメモリ専業メーカー。2005年9月にNECと日立が保有株式の一部を売却し、同社の連結決算上の持分法対象外となった。その後、会社更生法適用を受けてアメリカのマイクロン・テクノロジ傘下となり、2014年2月28日にマイクロンメモリジャパンに改称。
- オートモーティブエナジーサプライ - 日産自動車と共同出資で設立した自動車用電池事業会社。2019年1月末に両社の保有株式を中国のエンビジョングループに売却して離脱[23]。
- 昭和オプトロニクス - 京セラが、NECが保有する93.53％分の株式全てを譲り受ける。
- セブンインターネットラボ - 2012年10月、セブンネットショッピングに吸収合併。
- ソニーNECオプティアーク - 現・ソニーオプティアーク。
- 多摩電気工業 - 株式交換により現在はKOA完全子会社。現・真田KOA（2014年4月より）。液晶ディスプレイ用バックライト事業は、多摩ファインオプトとして分離後に、オムロンの完全子会社を経て2009年9月に解散。
- 田村電機製作所 - NECと沖電気がともに筆頭株主だった。2004年に沖電気グループの大興電機製作所と経営統合し、系列から離脱。現・サクサホールディングス。
- 東北化工 - 元はNECトーキンの関連会社。2010年、株式会社エフ・シー・シーが完全子会社化。
- 東洋通信機 - 株式譲渡・事業統合により、現在はセイコーエプソンおよびその子会社である宮崎エプソンが事業を引き継いでいる。ただし、券売機等の一部事業は分社化（東洋ネットワークシステムズ→ネッツエスアイ東洋）してNECネッツエスアイに全株売却、防衛部門も東洋無線システムとして分社化、その後ネットコムセックと統合、のちNECネットワーク・センサに吸収合併。
- 新潟日本電気【NEC新潟】 - 2001年8月に富士ゼロックス（現:富士フイルムビジネスイノベーション）へ全株式を譲渡。富士ゼロックスマニュファクチュアリング新潟事業所となっていたが、2019年2月末で事業所自体が閉鎖された[24]。工場建物は2023年に、東芝がリチウムイオン電池を手がける柏崎工場の「アドバンスト・モジュールアセンブリセンター」(A-MAC)となった[25][26]。
- 日本アビオニクス - 米・ヒューズ社との合弁で設立。2020年1月に日本産業パートナーズ傘下のNAJホールディングス株式会社へ全株式譲渡。
- 日本SGI - 2001年に株式を取得してグループ会社となったが、2011年3月中に再度米シリコングラフィックスに売却。
- 日本電気硝子 - 2010年2月3日に保有していた株式6482万8000株を売却して議決権比率が11.3%となり、持分法適用関連会社からはずれる。「事業のシナジー効果が少なくなり、関連会社と位置付ける必要性が高くなくなった」としている[27]。2013年2月5日にはさらに株を売却し、保有率は0.65%まで低下している[28]。
- 日本電気真空硝子 - 2010年6月30日をもって日本山村硝子へ売却し、グループ離脱、山村フォトニクスとなる。
- 日本電気精器 - 英ラムダ社の日本法人（ネミック・ラムダ）が日本電気精器を買収し吸収合併、デンセイ・ラムダとなる。株式交換により、現在はTDKの完全子会社。
- 広島日本電気【NEC広島】 - 半導体の前工程を担当。2004年9月にエルピーダメモリの子会社である広島エルピーダメモリに事業譲渡されたが、エルピーダメモリのマイクロン・テクノロジへの売却により現在はマイクロンメモリジャパンの広島工場。
- ホンダエレシス - 2014年3月、他の株主とともに日本電産グループへ売却。現・日本電産エレシス。
- 明星電気 - 大和証券グループが保有株式を肩代わり、同グループの傘下に入る。その後、2012年秋頃のTOBをもってIHIグループ入り。
- ルネサスエレクトロニクス - 旧NECエレクトロニクス。2010年4月にルネサス テクノロジと合併。2013年9月30日、ルネサス側の第三者割当増資により株式の保有比率が低下し、持分法適用対象外となる[29]。2024年1月に保有全株式を売却[30]。

#### ルネサスエレクトロニクス移管の半導体生産会社
NECエレクトロニクスのルネサステクノロジとの合併（→ルネサスエレクトロニクス）と持分会社への変更に伴い、関係会社から離脱した各社。
- NECセミコンダクターズ関西 - 2008年に関西日本電気【NEC関西】と福井日本電気【NEC福井】が合併して発足。現在は再度再編され、ルネサス セミコンダクタ マニュファクチュアリング。
- NECセミコンダクターズ九州・山口 - 九州日本電気【NEC九州】・山口日本電気【NEC山口】・福岡日本電気【NEC福岡】が2度の再編統合により2008年に発足。現在は再度再編され、ルネサス セミコンダクタ パッケージ&テスト ソリューションズ
- NECセミコンダクターズ山形（旧・山形日本電気【NEC山形】、2008年改称） - ルネサス山形セミコンダクタとなったのち、2014年4月からはソニーセミコンダクタ山形テクノロジーセンターとなり、2016年4月からソニーセミコンダクタマニュファクチャリング山形テクノロジーセンターに改称。
- NECマイクロシステム - ルネサスマイクロシステムとなったのち、ルネサスデザインとの統合により2014年8月からルネサスシステムデザイン。